# Cursolo
Cursolo (Còrsu in lombardo) è una frazione di 32 abitanti del comune italiano di Valle Cannobina in provincia del Verbano-Cusio-Ossola, in Piemonte. Fino al 26 gennaio 1928 è stato un comune autonomo.

## Geografia fisica
Ultimo paese che si incontra salendo la Valle Cannobina prima di Finero, è caratterizzato da una serie di edifici rivolti a sud. Parte del suo territorio, in particolare gli alpeggi di Provola e Daila e tutto il primo tratto del torrente Cannobino, sino alla sua sorgente, è compresa nel Parco nazionale della Val Grande.

## Storia
L'origine del nome si pensa derivi dal termine "Curtiolum", cioè piccola corte di pastori, termine che fa riferimento alla natura di alpeggio del primo insediamento. Il documento più antico che cita il nome di questa località è del 1324, riguardante una lite sulle proprietà. Fino al 1445 non c'era ancora a Cursolo una chiesa consacrata per le celebrazioni liturgiche, per cui la popolazione doveva recarsi ad Orasso per le funzioni.
Nella celebre visita pastorale del 1574, l'arcivescovo di Milano Carlo Borromeo impose al parroco di Orasso di celebrare a Cursolo una messa a settimana nei giorni feriali.
Nel 1603 fu costruito il cimitero. Cursolo fu eretta a parrocchia autonoma il 9 aprile 1620 dal cardinale Federico Borromeo, distaccandosi da Orasso.
Dopo il passaggio alla diocesi di Novara nel 1817, Cursolo riuscì a mantenere il rito ambrosiano almeno fino al 1950, data in cui la popolazione chiese il passaggio al rito romano. Tuttavia, in occasione nel sinodo diocesano del 1990, è stato ripristinato integralmente il rito ambrosiano in tutte le parrocchie della vecchia pieve di Cannobio.
Nel 1986 la parrocchia di Cursolo viene nuovamente unita ad Orasso.
Il comune di Cursolo, fino ad allora mantenutosi autonomo, il 26 gennaio 1928 venne fuso ad Orasso, costituendo il comune di Cursolo-Orasso. Il municipio venne posto inizialmente all'Airetta e successivamente spostato a Cursolo. Il 1º gennaio 2019 Cursolo-Orasso si è fuso con i comuni di Falmenta e Cavaglio-Spoccia per dare vita al comune di Valle Cannobina.

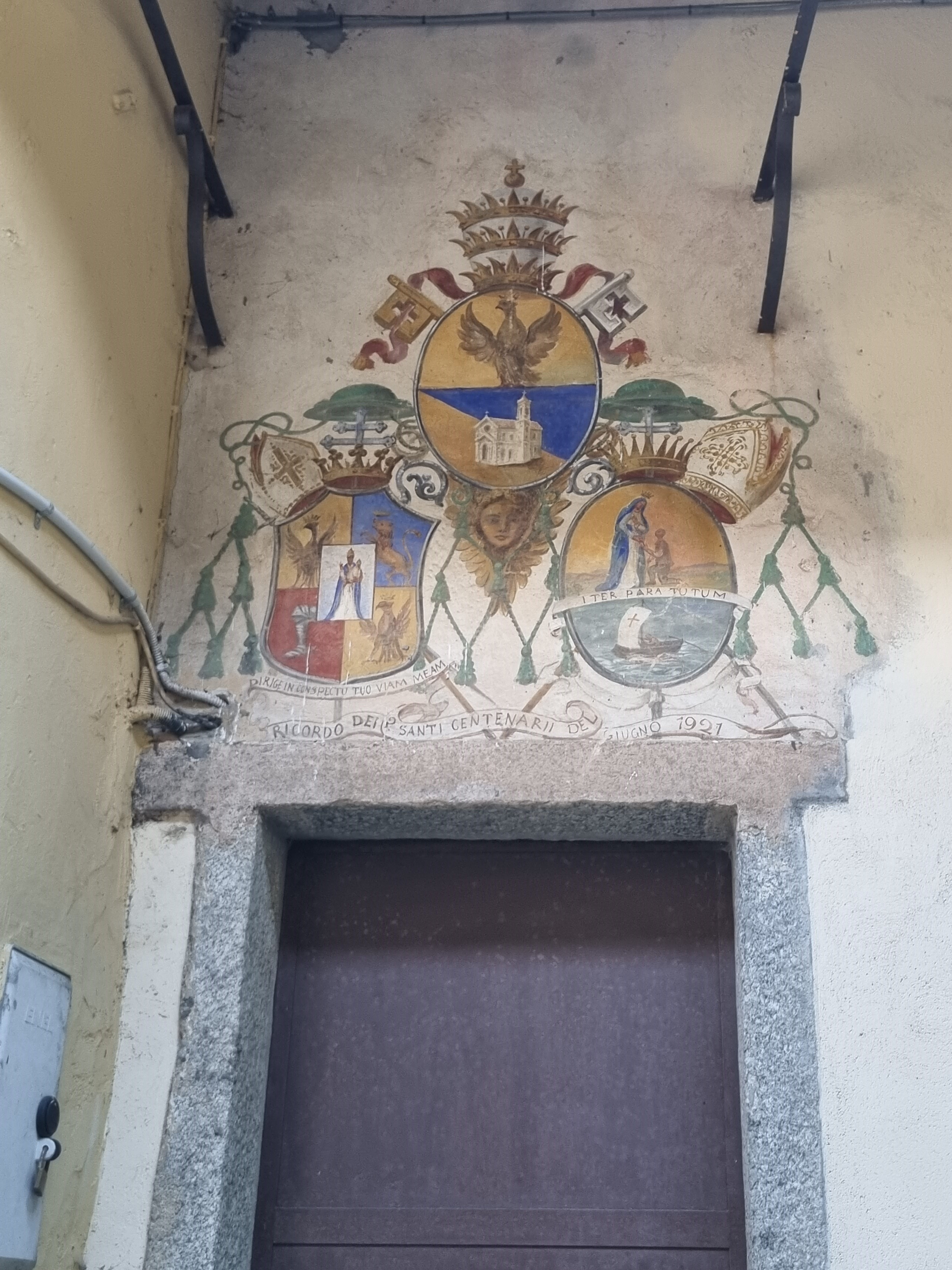
Affresco sul retro della parrocchiale che raffigura gli stemmi di Papa Benedetto XV e quelli del vescovo di Novara Giuseppe Gamba e di un altro vescovo non identificato (Quirico Travaini?). Il cartiglio recita: "[In] ricordo dei 2 santi centenarii del giugno 1921". Fa riferimento al bicentenario del Santo Crocefisso, donato alla parrocchia nel 1721.

## Monumenti e luoghi d'interesse
Chiesa di Sant'Antonio Abate
Abbiamo notizie della prima chiesa dedicata a Sant'Antonio già dal 1421. A partire dal 1450 fu più volte ampliata, allungata e munita di portico, anche se sul finire dell'Ottocento risultava di dimensioni insufficienti per la popolazione. Nel 1899 venne dunque eretta una nuova chiesa, fortemente voluta dal parroco Angelo Lucchinetti per dare alla comunità di Cursolo un edificio capiente e decoroso. Il campanile attuale è stato costruito nel 1756 col contributo del cardinal Giuseppe Pozzobonelli.
Santo Crocefisso
Crocefisso ligneo policromo a grandezza naturale donato dai signori Ferrario e Cannobio di Milano nel 1721 e riconducibile alla produzione lombarda di fine XVII-inizi XVIII secolo. La donazione è ricordata da un grande affresco sulla parete a sinistra dell'altare della chiesa. Oggetto di grande devozione, vi si svolge una solenne processione la seconda domenica di agosto.
Palazzetto
Signorile edificio risalente al XVII secolo.
Sasso di Finero
Monumento in ricordo dei partigiani Alfredo di Dio e Attilio Moneta, morti in una imboscata nazi-fascista il 12 ottobre 1944. Si trova sulla vecchia strada statale appena dopo la galleria. In questi luoghi sono state girate alcune scende del film Quaranta giorni di libertà ispirato alla Repubblica Partigiana dell’Ossola.
Antico mulino
Appena fuori dal paese, sfrutta le acque del riale dell'Eira. Poco più a valle si trova il lavatoio.

## Società

### Evoluzione demografica
Abitanti censiti. In blu sono indicati gli abitanti censiti nel centro abitato di Cursolo dal 1951 in poi. In verde sono indicati gli abitanti relativi all'ex comune (1861-1921), poi frazione (1931-1936), prendendo in considerazione tutto il suo territorio, che includeva, oltre al capoluogo, anche la località di Airetta (1931: 8 ab., 1951: 9 ab., 1961: 6 ab.).

## Geografia antropica
Oltre al capoluogo, l'ex comune di Cursolo comprendeva il piccolo nucleo di Airetta, sorto lungo la strada statale 631 di Valle Cannobina.
Nel territorio sono presenti i bivacchi di: Alpe Pluni, Alpe Vou (Alpe Uovo) "Rifugio du Francia" e Monte Vecchio. Possiede alpeggi fino in Val Pogallo, come l'alpe di Terza, acquistata intorno al '200.